# Моршанск (локомотивное депо)
Локомотивное депо Моршанск — предприятие железнодорожного транспорта в городе Моршанск, принадлежит к Пензенскому региону Куйбышевской железной дороги. Депо занимается ремонтом и эксплуатацией тягового подвижного состава.

## История депо
Паровозное депо Моршанск было основано 23 ноября 1867 года. Депо имело веерное здание на 8 ремонтных стойл, поворотный круг.
В 1960 году началась реконструкция депо и перевод на тепловозную тягу.
По состоянию на 2008 год депо Моршанск является базовым ремонтным депо Куйбышевской железной дороги, в депо трудится более 500 человек.

## Тяговые плечи
Моршанск — Ряжск, Моршанск — Пенза

## Подвижной состав
В настоящее (на 2008 год) время к депо Моршанск приписаны тепловозы 2ТЭ10М, 2ТЭ10У.

## Знаменитые люди депо
- Анатолий Алексеевич Грибов — бывший начальник депо, пенсионер, «Почетный ветеран Куйбышевской железной дороги»[1] и «Заслуженный работник транспорта РФ».[2]